# 잉글랜드계 캐나다인
잉글랜드계 캐나다인(영어: English Canadians) 또는 앵글로계 캐나다인(영어: Anglo-Canadians)은 캐나다에 태어났거나 거주하는 잉글랜드인의 혈통을 가진 사람과 그들의 자손을 말한고, 또한 영어를 사용하는 캐나다인을 말한다.

## 지리적 분포

### 민족별
|                          | 비율   |
| ------------------------ | ------ |
| 캐나다— 전체             | 21.03% |
| 뉴펀들랜드 래브라도주    | 39.9%  |
| 프린스에드워드아일랜드주 | 31.1%  |
| 브리티시컬럼비아주       | 29.6%  |
| 앨버타주                 | 24.9%  |
| 온타리오주               | 24.7%  |
| 서스캐처원주             | 24.6%  |
| 뉴브런즈윅주             | 23.0%  |
| 매니토바주               | 22.1%  |
| 유콘 준주                | 18.22% |
| 노스웨스트 준주          | 17.2%  |
| 퀘벡주                   | 3.3%   |
| 노바스코샤주             |        |
| 누나부트 준주            |        |

## 같이 보기
- 캐나다의 민족